# Малабарски бряг
Малбарският бряг е дълга и тясна брегова ивица в югозападната част на Индийския субконтинент. Географски, той обхваща най-влажните региони на Южна Индия, тъй като Западните Гхати прехващат мусонните дъждове, особено на техните гледащи на запад планински склонове. Терминът „Малабарски бряг“ понякога се използва за целия индийски западен бряг от Конкан до върха на субконтинента на нос Коморин.
Малабарският бряг през цялата писмена история, от 3000 пр.н.е. е голям център за търговия с Месопотамия, Египет, Гърция, Рим, Йерусалим и арабите. Той има стари и все още функциниращи пристанища, особено Каликут и Канур, селището Одуей Тор (част от Датска Индия), служили като центрове на търговията в Индийския океан от векове.
Заради ориентацията си към морето и морската търговия градовете на Малабарския бряг са много космополитни и приютяват някои от първите групи сирийски християни, мюсюлмани и евреи в Индия.